# 康世恩
康世恩（1915年4月20日—1995年4月21日），河北省怀安县人，中国共产党、中华人民共和国政治人物，原副国级领导人。曾在清华大学地质系学习，是中华人民共和国石油工业和化学工业的开拓者之一，曾长期担任石油、能源管理部门的负责人。中共第十一、十二届中央委员，第十三届中央顾问委员会委员、常委。曾任国务院副总理，国务委员，石油化学工业部部长等职。因对“渤海二号事件”负有领导责任，曾受到“记大过处分”；成为国务院副总理中，受“记大过处分”的第一人。

## 生平
康世恩出生在河北省怀安县田家庄。他的祖父靠从内蒙古往保定一带贩运牲口营生；父亲曾在县城里教书，也在县教育局任过职。土改时，家庭成分被定为地主。
康世恩早年就投身学生运动。1935年，在“河北省立北平高中”读书时，就参加了“一二九运动”。1936年，考入清华大学地质系，并参加了中国共产党领导的外围学生组织——“中华民族解放先锋队”，还曾担任“清华大学学生救国会”的常委。1936年10月，康世恩正式加入中国共产党。
抗日战争爆发后，1937年9月康世恩在八路军驻太原办事处与饶斌、戴金川等一批大学生参军，编入路过太原北上抗日的八路军一二〇师，为师民运部工作队队员，到岢岚县鸡儿坞村发动群众，组织了100多人的抗日武装自卫队，任连长兼指导员。1937年11月，随一二〇师民运部长罗贵波调任新组建的晋西北区党委，任警卫连指导员。1938年1月任山西朔县战地动员委员会（动委会）主任、牺盟会朔县特派员、中共县委统战部部长，经受了开展群众工作的丰富锻炼。1939年2月调任山西决死四纵队游击六团组织股股长。后任晋西北区委太原区地委组织部长、牺盟会太原中心区组织部部长；1940年2月1日任新成立的晋绥八分区专署副专员，2月11日专员顾永田战斗牺牲后接任专员。1946年3月调晋绥分局学习，1946年5月任雁门军分区政治部主任，1946年11月随军分区部队升编为晋绥独立五旅政治部主任，第一野战军三军九师政治部主任等职。先后参加了保卫延安和榆林的战役、瓦子街战役、以及兰州战役。
中华人民共和国成立前的1949年9月，康世恩“重操旧业”，用从清华园学来的知识，为中国的发展寻找能源，以“军事总代表”的身份被派驻玉门油矿，开始了前后近四十年的“石油生涯”。此后，历任西北石油管理局局长，国务院石油管理总局局长，燃料工业部石油管理总局局长，石油工业部部长助理等职。1956年10月，晋升石油工业部副部长；1960年兼任大庆油田会战指挥部总指挥，在大庆现场指挥摸爬滚打4年。1965年石油工业部部长余秋里晋升为副总理兼国家计委主任，康世恩接任部长。“文化大革命”开始前，康世恩已经是中国的石油工业部的实际主要负责人；曾先后组织、领导了大庆、胜利、大港、辽河等几个油田的开发建设。“铁人”王进喜就是他和余秋里，在大庆油田建设中，树立的劳动模范。
“文化大革命”开始后， 康世恩受到冲击；在1967年至1969年间，被迫停止工作。1969年初，渤海海上一口油井受流冰冲击，随时可能出现险情。在周恩来的支持下，康世恩开始复出工作，被派到渤海指挥抢险。随后，周恩来又派他到湖北组织“江汉石油会战”，并出任湖北省革命委员会副主任。1969年周恩来公开说：“康世恩（到江汉油田）是毛主席点的名。”
1972年后，康世恩奉调进京，开始主持燃料化学工业部的工作。在1975年的国务院机构改革中，“燃料化学工业部”被撤销，组建了新的“石油化学工业部”，康世恩被任命为部长。“文革”结束后的新一届全国人大会议于1978年3月召开。康世恩在这次会议结束时，被任命为国务院副总理，1978年3月至1981年3月兼任国家经济委员会主任、1978年6月至1981年2月任国家经委党组书记；开始为中国尽快恢复工业生产而寻找方向。在任副总理期间，1978年9月至1979年3月兼任过国家计划委员会副主任，1979年3月至1981年3月兼任国务院财政经济委员会委员，1980年至1982年5月兼任国家能源委员会第一副主任、党组第二书记。 
1979年11月25日，渤海湾的急风巨浪将几十吨重的一艘石油钻井船「渤海二號」掀翻了，72名工人遇难。中共中央书记处和国务院的联席会议认为，主管副总理康世恩对事件负有领导责任，决定给予他记大过的处分。这使得康世恩成为了国务院副总理中，受记大过处分的第一人。两年后，通过对打捞上来的沉船进行科学鉴定，才发现事故并不是石油部的责任，而是船体本身在设计上存在严重缺陷。1982年6月15日，国务院发出《通知》指出：“鉴于近两年康世恩同志在石油工业部的工作卓有成效，国务院决定撤销对康世恩同志记大过的处分。”
1980年代初，中国石油工业的发展遇到了“瓶颈”，原油产量开始下降。康世恩奉命，1981年3月再次担任起石油工业部部长、党组书记。他开始致力于推动中国海洋石油的发展。
1982年5月，国务院领导机构改组，康世恩出任国务委员；并在1983年的第六届全国人大第一次会议上，连任。1987年11月，康世恩进入中共中央顾问委员会，并当选为常委。此后，他还担任过中国石油学会名誉理事长，中国关心下一代工作委员会主任等社会职务。
1995年4月21日，康世恩因病在北京去世，享壽80岁。

## 著作
《康世恩论中国石油工业》 ，1995年石油工业出版社。

## 家人
- 夫人杨华甫，朔县人，1936年参加革命，1939年2月与康世恩结婚，1993年4月去世。
- 独生子康卫平（妻子是北京一家大医院的妇产科医生）